# Пілгам

Ніагара регіональний муніципалітет

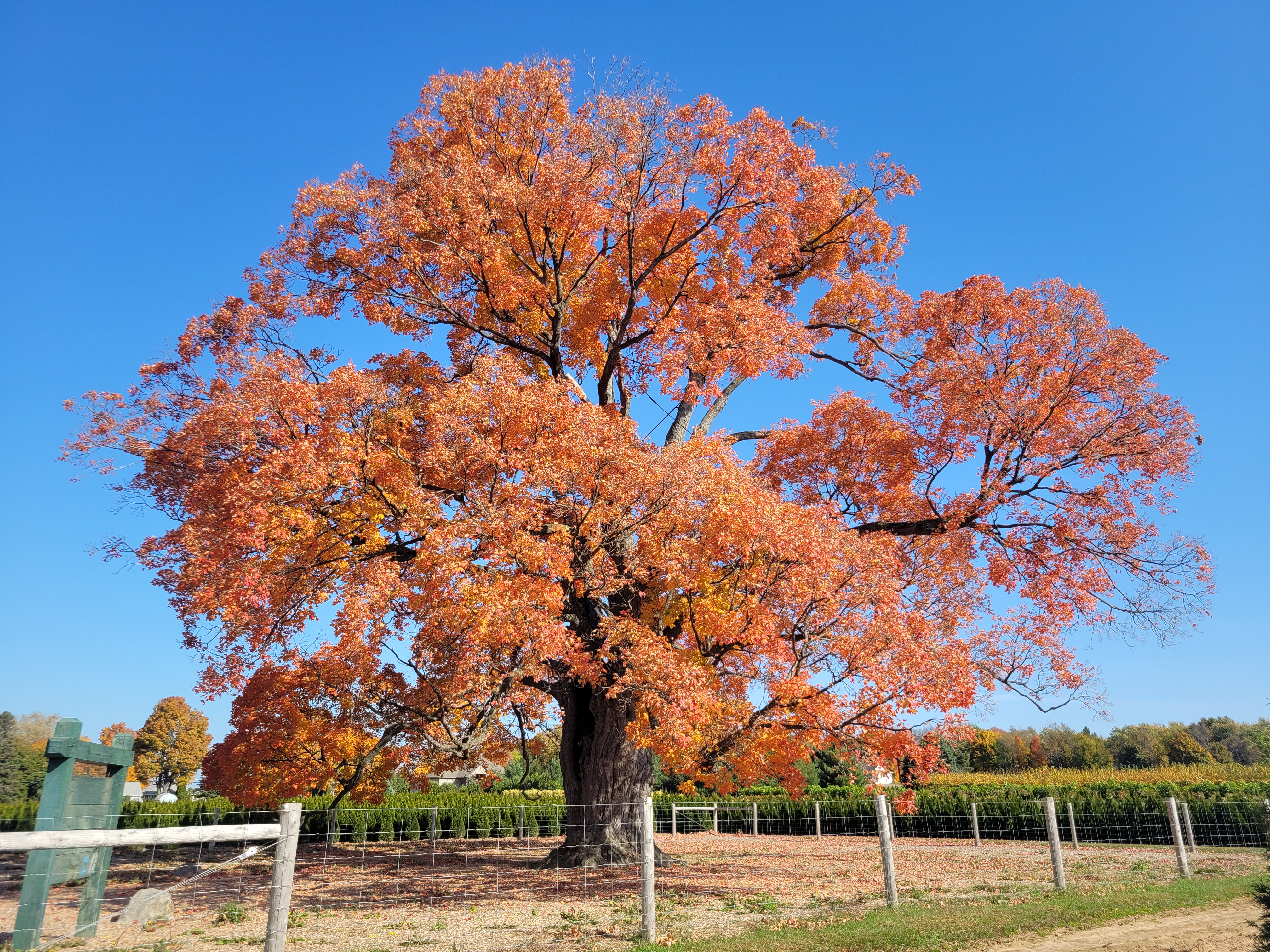
Клен цукровий, Пілгам

 Пілгам  (англ. Pelham) — містечко (126,42 км²) в провінції Онтаріо у Канаді в регіоні Ніагари.
Містечко налічує 16 155 мешканців (2006) (126,42/км²).
Містечко — частина промислового району, прозваного «Золотою підковою»